# Carles Francino Navarro
Carles Francino Navarro (Altafulla, 4 de diciembre de 1980) es un actor español.

## Biografía
Es hijo del conocido locutor Carles Francino Murgades, ha trabajado en series como Hospital Central (Telecinco), Ventdelplà (TV3), Bandolera (Antena 3), Punta Escarlata (Telecinco), Víctor Ros (Televisión Española), Rabia (Cuatro) y Sé quién eres (Telecinco), además de las telefilmes Gàbies d'or (2007) y Maria i Assou. También ha aparecido en La marató 2007 (TV3), Torna Ventdelplà (TV3) y La Mandrágora. En el cine ha participado en películas como Yo soy la Juani (2006) y Clean Break (2008) y el corto Costuras (2007). En 2025 formó parte del elenco de la película También esto pasará.

## Filmografía

### Largometrajes
| Año  | Título                                       | Personaje          | Director                      |
| ---- | -------------------------------------------- | ------------------ | ----------------------------- |
| 2005 | Maria i Assou                                | José «Pepe» Cortés | Sílvia Quer                   |
| 2006 | Yo soy la Juani                              | Futbolista         | Bigas Luna                    |
| 2007 | Gàbies d'or                                  | Toni               | Antoni Ribas                  |
| 2008 | Propósitos perversos                         | Juan               | Robert Malenfant              |
| 2009 | EING, Encadenats Imaginaris per Nens i Grans | Fishman            | Jordi Orobitg, Alonso Sánchez |
| 2012 | Tengo ganas de ti                            | Vidal              | Fernando González Molina      |
| 2016 | Pasaje al amanecer                           | Rubén              | Andreu Castro                 |

### Cortometrajes
| Año  | Título               | Personaje      | Director                     |
| ---- | -------------------- | -------------- | ---------------------------- |
| 2007 | Costuras             | Enfermero 1    | Iván Tomás                   |
| 2009 | Recuerdos a Wifly    | Tony           | Albert Oliver                |
| 2012 | T'adhib              | Andrés Pizarro | Raquel Bedia                 |
| 2013 | Adri                 | Álex           | Estibaliz Urresola Solaguren |
| 2015 | Vale                 | Toni           | Alejandro Amenábar           |
| 2015 | El resto es silencio | Will           | Pablo Bullejos               |
| 2021 | No Nos Callarán      | Doctor         | Sophie Venecia Reyes         |

### Series de televisión
| Año         | Serie                 | Papel                 | Cadena      | Notas         |
| ----------- | --------------------- | --------------------- | ----------- | ------------- |
| 2005        | El cor de la ciutat   | Castillo              | TV3         | 2 episodios   |
| 2005 - 2007 | Ventdelplà            | Pau Solà              | TV3         |               |
| 2007 - 2009 | Hospital Central      | Raimundo «Rai» Ibáñez | Telecinco   | 55 episodios  |
| 2010        | Aída                  | Médico                | Telecinco   | 1 episodio    |
| 2011        | Bandolera             | Miguel Romero         | Antena 3    | 179 episodios |
| 2011        | Punta Escarlata       | Bosco Ruiz            | Telecinco   | 9 episodios   |
| 2014 - 2015 | Águila Roja           | Monseñor Adrián Vega  | La 1        | 15 episodios  |
| 2015 - 2016 | Víctor Ros            | Víctor Ros            | La 1        | 14 episodios  |
| 2015        | Rabia                 | Suso Pueyo            | Cuatro      | 8 episodios   |
| 2015        | La española inglesa   | Ricaredo              | La 1        | TV Movie      |
| 2017        | Sé quien eres         | David Vila            | Telecinco   | 16 episodios  |
| 2018        | Los nuestros 2        | Lucas Carvajal        | Telecinco   | 2 episodios   |
| 2019        | Las chicas del cable  | Sergio Andrade        | Netflix     | 6 episodios   |
| 2021        | The Mallorca Files    | Eduardo Álvarez       | BBC         | 1 episodio    |
| 2021 - 2022 | Amar es para siempre  | Francisco García      | Antena 3    | 254 episodios |
| 2022        | Días mejores          | Manuel Gutiérrez      | Prime Video | 4 episodios   |
| 2022 - 2023 | Operación Marea Negra | Héctor                | Prime Video | 3 episodios   |

## Vida personal
En 2018 se casó con la cantante de soul Izah. Su hijo Gio nació en mayo de 2022.